# トロワグロ兄弟
トロワグロ兄弟は、ジャン・トロワグロ（1926年12月2日 - 1983年8月9日）とピエール・トロワグロ（1928年9月3日 - 2020年9月23日）の兄弟からなるフランスの料理人。出身地はソーヌ＝エ＝ロワール県のシャロン＝シュル＝ソーヌ。
ロアンヌの3つ星レストラン「トロワグロ」のシェフ。
その日に市場で仕入れた素材で料理を作ることを基本とし、“トロワグロ・スタイル”を確立した。兄弟は父ジャン・バチスト・トロワグロの影響を受けて育った。ジャン・バチスト・トロワグロは鋭い味覚と料理感覚を持ち、フランスのローアンヌでホテルレストランを開いた（トロワグロの前身）。母マリーが料理を作り、父ジャン・バチストが経営とサービス、ワイン選びを担当していた。
修行時代に兄弟はフェルナン・ポワンに大きな影響を受けた。ジャン・トロワグロは、深さとキレのよさを両立させたソースで知られ、「ソースの神様」として知られる。
なお、1996年より、レストランはピエール・トロワグロの息子ミシェル・トロワグロがオーナーシェフをしている。
2018年、「メゾン・トロワグロ」は、フランス版『ミシュラン ガイド』において、50年連続で三ツ星を獲得した。